# Разговорник

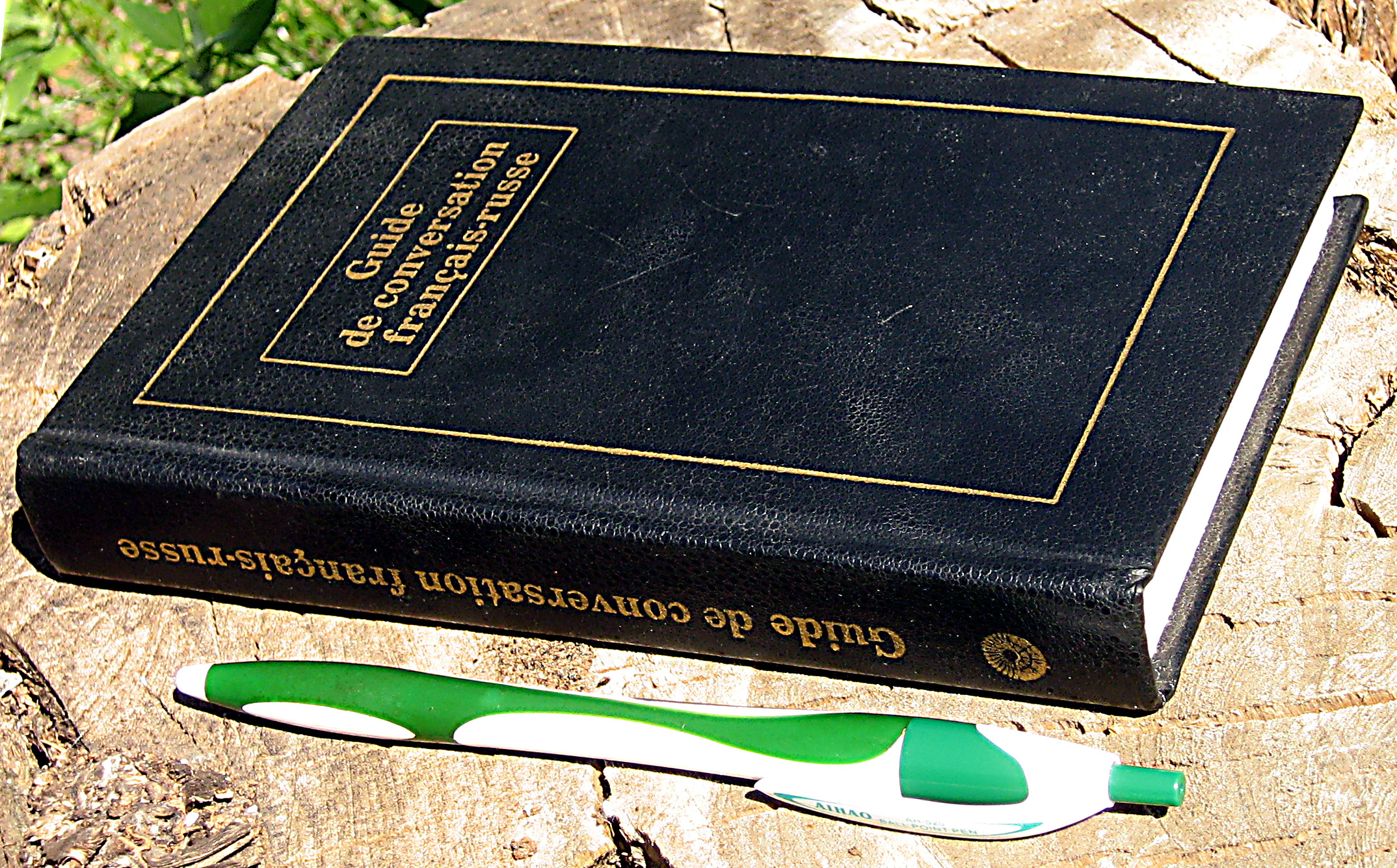
Французско-русский разговорник

Разговорник — сборник переводов полезных фраз на иностранном языке. Разговорники выпускаются, как правило, для туристов. Содержат тематические разделы (например, «В гостинице», «Вывески», «В ресторане», «Знакомство»), в которых приводятся общеупотребительные фразы как на иностранном языке, так и в фонетической транскрипции на языке пользователя. Первоначально разговорники выпускались в формате карманных книг.
Выпускаются портативные электронные разговорники, некоторые из которых способны озвучивать фразы. Типичный представитель таких разговорников — Ectaco Voice Translator. Устройство имеет форму небольшой книжки. Если её открыть, то вы увидите большой экран и клавиатуру для ввода текста.
С развитием сотовых телефонов и возникновением «умных телефонов» стали активно появляться программы-разговорники. С наличием сотового телефона привлекательность разговорника в отдельном устройстве снизилась, а разговорники стали «обрастать» дополнительными функциями «Прогноз погоды», «Курс валют» и т. п. Типичный представитель таких программ — Speereo Voice Translator.
Разговорниками снабжают войска, оккупирующие иностранную территорию. Фразы подобраны соответствующе: «Руки вверх!», «Бросай оружие!» и т. п.
Известны также шуточные разговорники, например «Краткий глухонемоспецназовско-русский разговорник» и «Краткий программистский разговорник».